# Chachapoyas (civiltà)

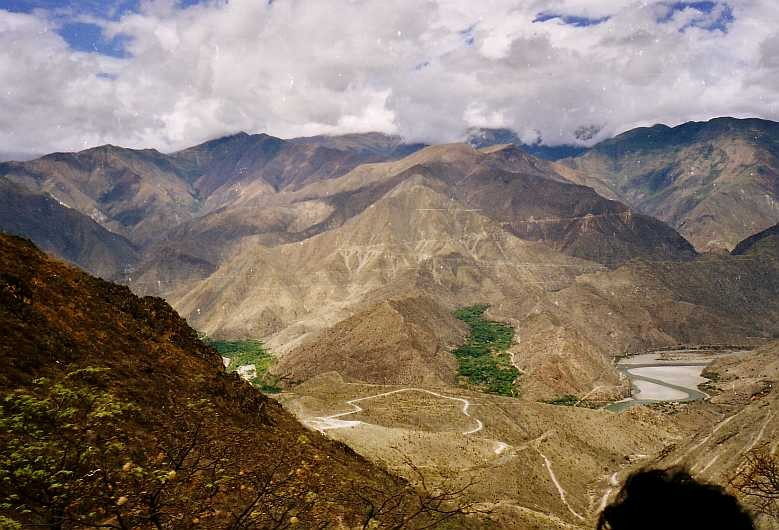
Valle del Marañón tra Chachapoyas, Leymebamba e Celendín.

I Chachapoyas, chiamati anche guerrieri delle nubi, erano un popolo che abitava la zona andina presso le foreste nebbiose della regione di Amazonas del Perù odierno. Gli Incas conquistarono la loro terra pochi anni prima dell'arrivo degli spagnoli. La loro incorporazione nell'Impero Inca non fu facile in quanto opposero una resistenza costante contro le loro truppe.
Gli Incas e i Conquistadores furono le fonti principali da cui ci sono giunte informazioni sui Chachapoyas. Molto di ciò che si sa oggi su questo popolo si basa sugli indizi archeologici di rovine, vasellame, tombe e altri manufatti.
Il cronista Pedro Cieza de León descrive alcune note sui Chachapoyas, tra cui il fatto che dopo l'annessione all'Impero Inca, essi adottarono gli usi e i costumi imposti da Cuzco.
Il nome Chachapoya è il nome dato a questo popolo dagli Inca stessi; il nome che loro stessi usavano non è conosciuto. Il significato della parola Chachapoyas potrebbe essere derivato da sacha-p-collas, che equivale a "gente Colla che vivono nelle foreste" (sacha = selvaggio, p = dei, colla = nazione dove si parla la lingua aymara).

## Geografia
Il territorio dei Chachapoyas si trovava nelle regioni settentrionali delle Ande, nel Perù attuale. Comprendeva la regione triangolare formata dalla confluenza dei fiumi Marañón e Utcubamba nella provincia di Bagua, fino al bacino del fiume Abiseo, dove si trovano le rovine di Gran Pajáten. Nel territorio vi era anche la terra a sud fino al fiume Chontayacu. Il centro della cultura era presso il bacino del fiume Utcubamba. A causa delle dimensioni del fiume Marañón e della morfologia montagnosa circostante, la regione era abbastanza isolata dalla costa e da altre aree del Perù, anche se vi sono indizi archeologici che indicano occasionali interazioni tra Chachapoyas e altre culture.
La città attuale di Chachapoyas trae il proprio nome dalla parola usata per questa antica cultura, così come lo stile architettonico. 
Ci sono delle aree della zona Chachapoyas a cui ci si riferisce con il nome di Ande Amazzoniche, in quanto fanno parte di una catena montuosa coperta da foreste tropicali dense, presenti da 2000 a 3000 metri di altitudine.

## Storia
Anche se i ritrovamenti archeologici indicano che vi fossero insediamenti nella regione a partire dal 200 d.C. o prima, la cultura Chachapoyas iniziò a emergere intorno all'800 d.C. I centri urbani più importanti, come Kuélap e Gran Pajáten, avevano adottato delle misure difensive contro gli Huari, una cultura che aveva abitato la costa e le montagne.
Nel XV secolo, l'Impero Inca si espanse incorporando la regione abitata dai Chachapoyas. Anche se le fortificazioni come Kuélap erano state efficaci contro la minaccia degli invasori, in quel periodo gli insediamenti dei Chachapoyas si erano decentralizzati e frammentati dopo la cessazioni degli attacchi degli Huari. I Chachapoyas vennero conquistati dal governatore Tupac Inca Yupanqui intorno al 1475 in poco tempo, tuttavia rimasero dei gruppi ribelli che continuarono a opporsi ai nuovi padroni per molti anni. Usando il sistema di dispersione etnica conosciuto con il nome mitmaq, gli Inca tentarono di stroncare le ribellioni spostando un gran numero di persone in zone isolate all'interno dell'impero.
Quando iniziò la guerra civile all'interno dell'impero, i Chachapoyas si trovavano a metà strada tra la capitale settentrionale, Quito, governata da Atahualpa, e quella meridionale, Cuzco, governata dal fratello di Atahualpa, Huáscar. Molti dei Chachapoyas vennero assoldati all'interno dell'esercito di Huascar. Dopo la vittoria di Atahualpa, molti Chachapoyas vennero giustiziati o deportati.
A causa del duro trattamento subito negli anni di conquista, i Chachapoyas si schierarono inizialmente con gli spagnoli quando arrivarono in Perù. Guaman, un governatore locale di Cochabamba, si alleò con il conquistador Francisco Pizarro dopo la cattura di Atahualpa avvenuta presso Cajamarca. Gli spagnoli entrarono e occuparono Cochabamba, prendendo qualunque oggetto di valore in possesso degli abitanti.
Durante la ribellione di Manco Capac contro gli spagnoli, i suoi emissari contattarono dei Chachapoyas per ricevere aiuti militari. I sostenitori di Guaman rimasero alleati con gli spagnoli. Nel 1547, un grande squadrone di soldati raggiunse la città di Chachapoyas, ponendo fine alla loro indipendenza. I residenti vennero trasferiti in altre città, spesso assieme a membri di diversi ayllu. La povertà, le malattie, e gli attriti sociali portarono a una drastica diminuzione della popolazione; secondo alcune stime la popolazione della regione dei Chachapoyas si ridusse del 90% nei 200 anni dopo l'arrivo degli spagnoli.

### Origine dei Chachapoyas
Diversi indizi indicano che i Chachapoyas avessero una pelle di colore più 'chiaro' rispetto agli altri nativi della regione. 
Secondo le analisi degli oggetti dei Chachapoyas fatta dalle spedizioni Antisuyo dell'Amazon Archaeology Institute, i Chachapoya non mostrano una tradizione culturale tipica della regione amazzonica, somigliando di più alle culture andine.
I sarcofagi antropomorfi somigliano a imitazioni degli oggetti funerari tipici della cultura di Huari. I "mausolei" potrebbero essere forme modificate del chullpa o pucullo, elementi di architettura funeraria che si trovano nelle culture andine, specialmente Huari e Tiahuanaco.
L'espansione all'interno delle Ande amazzoniche fu spinta dal desiderio di avere più terra da arare. Gli ambienti agroculturali delle Ande e della regione costiera, caratterizzati dai deserti estesi e dal suolo poco adatto alla coltura, diventarono ostili al sostentamento di una popolazione in via di crescita numerica.
Questa teoria è stata descritta come "trasformazione della foresta pluviale in montagna" per ragioni geografiche e culturali. Dopo la caduta delle foreste tropicali, il paesaggio cambiò aspetto rendendosi simile alle aspre montagne andine; la gente che si era stabilita nella regione portò con sé la propria cultura. Un fenomeno del genere accadde anche nelle Ande amazzoniche meridionali, presso la zona di Vilcabamba, dove vennero costruite opere architettoniche come Machu Picchu.

### Conquista
La conquista dei Chachapoyas da parte dell'Impero Inca avvenne durante il governo di Tupac Inca Yupanqui, nella seconda metà del XV secolo.
Riguardo alla resistenza che i Chachapoyas opposero agli Inca durante il periodo di governo di Tupac Inca Yupanqui, ci è pervenuta una quantità di informazioni, specialmente nel resoconto di Cieza.
Durante il regno di Huayna Cápac, i Chachapoyas si ribellarono.
Come risposta, Huayna Cápac, che si trovava nella terra cañaris Ecuadoriana e stava organizzando le proprie truppe, mandò dei messaggeri per negoziare la pace. I Chachapoyas "punirono i messaggeri [...] e li minacciarono di morte".
Huayna Cápac diede l'ordine di attaccarli. Attraversò il Marañón sopra un ponte di zattere di legno, che aveva ordinato di costruire presso a Balsas, vicino a Celendín.
Da lì, le truppe Inca andarono a Cajamarquilla (provincia di Bolívar), con l'intenzione di distruggere questa città, "una delle città principali" dei Chachapoyas. Da Cajamarquilla un'ambasciata costituita da donne uscì allo scoperto per incontrarli. Di fronte a loro c'era una matrona, una ex-concubina di Tupac Inca Yupanqui. Chiesero pietà e perdono, cosa che gli Inca garantirono. In ricordo di questo evento, il posto in cui ebbe luogo l'accordo venne dichiarato sacro e chiuso all'accesso di uomini e animali. "[...] né uomini né animali, neanche uccelli, se fosse possibile, metterebbero piede in quel posto".
Per assicurare la pace dei Chachapoyas, gli Inca misero delle guarnigioni nella regione, sistemando e trasferendo gruppo di abitanti con il sistema del mitmac, o cambio di territori di gruppi umani:
"[...] diede loro dei terreni da coltivare e posti su cui porre case non distanti da una collina che si trova vicina alla città (Cuzco) chiamata Carmenga".
Della presenza Inca del territorio rimangono i resti archeologici di Cochabamba, ai margini del fiume Utcubamba nel distretto di Leimebamba.

## Siti archeologici
La gente Chachapoyas costruì grandi fortezze come Kuélap, con più di quattrocento costruzioni interne e grandi muri esterni, probabilmente per difendersi contro gli Huari, intorno all'800. Conosciuta anche come Machu Picchu del nord, Kuélap viene visitata poco in quanto si trova in una zona isolata.
Altri siti archeologici della regione includono Gran Pajáten, Gran Saposoa ed i siti funerari di Revash, Carajìa e Laguna de los Condores (lago dei condor).

## Caratteristiche
Il modello architetturale dei Chachapoyas è caratterizzato da costruzioni in pietra di forma circolare e piattaforme costruite su pendii. I loro muri erano a volte ornati con figure simboliche. Alcune strutture come la fortezza di Kuelap e le rovine di Cerro Olán sono esempi importanti di questo stile architettonico.
Le costruzioni dei Chachapoyas sono risalenti al nono o decimo secolo; questa tradizione architettonica era ancora in uso quando gli spagnoli arrivarono nel XVI secolo. Gli Inca introdussero il loro proprio stile, come si può vedere nelle rovine di Cochabamba.
La presenza di due tipologie di funerali è una caratteristica tipica della cultura Chachapoyas. Una è rappresentata da sarcofagi, posti verticalmente e situati in caverne scavate nel punto più alto di un precipizio. L'altra è rappresentata da gruppi di mausolei costruiti come piccole case situate in caverne scavate su pendii.
Le ceramiche fatte a mano non erano, qualitativamente e tecnologicamente, dello stesso livello di quelle delle culture Moche e Nazca. Le brocche sono spesso decorate con motivi che rappresentano fiocchi. I tessuti erano di solito colorati di rosso. Un tessuto da Pajáten era stato dipinto con figure di uccelli. I Chachapoyas solevano dipingere i muri con immagini di uomini e donne che danzano, mano nella mano.